# Roberval, Oise
Roberval este o comună franceză situată în departamentul Oise, în regiunea Hauts-de-France.

## Geografie

### Localizare
Comuna Roberval este situată la est de pădurea Halatte și la o distanță de 54,0 km nord-est de catedrala Notre-Dame din Paris.
Comuna nu ajunge până la râul Oise și nu include nicio parcelă din pădurea Halatte, însă cuprinde numeroase păduri private și comunale, printre care pădurea Gruerie, care se învecinează cu pădurea Halatte.

### Comune limitrofe
|           | Rhuis |                         |
| Pontpoint |       |                         |
|           |       | Villeneuve-sur-Verberie |

### Hidrografie
Comuna este situată în bazinul hidrografic Seine-Normandie. Este străbătută de pârâul Roucanne și de Fond de Noel.

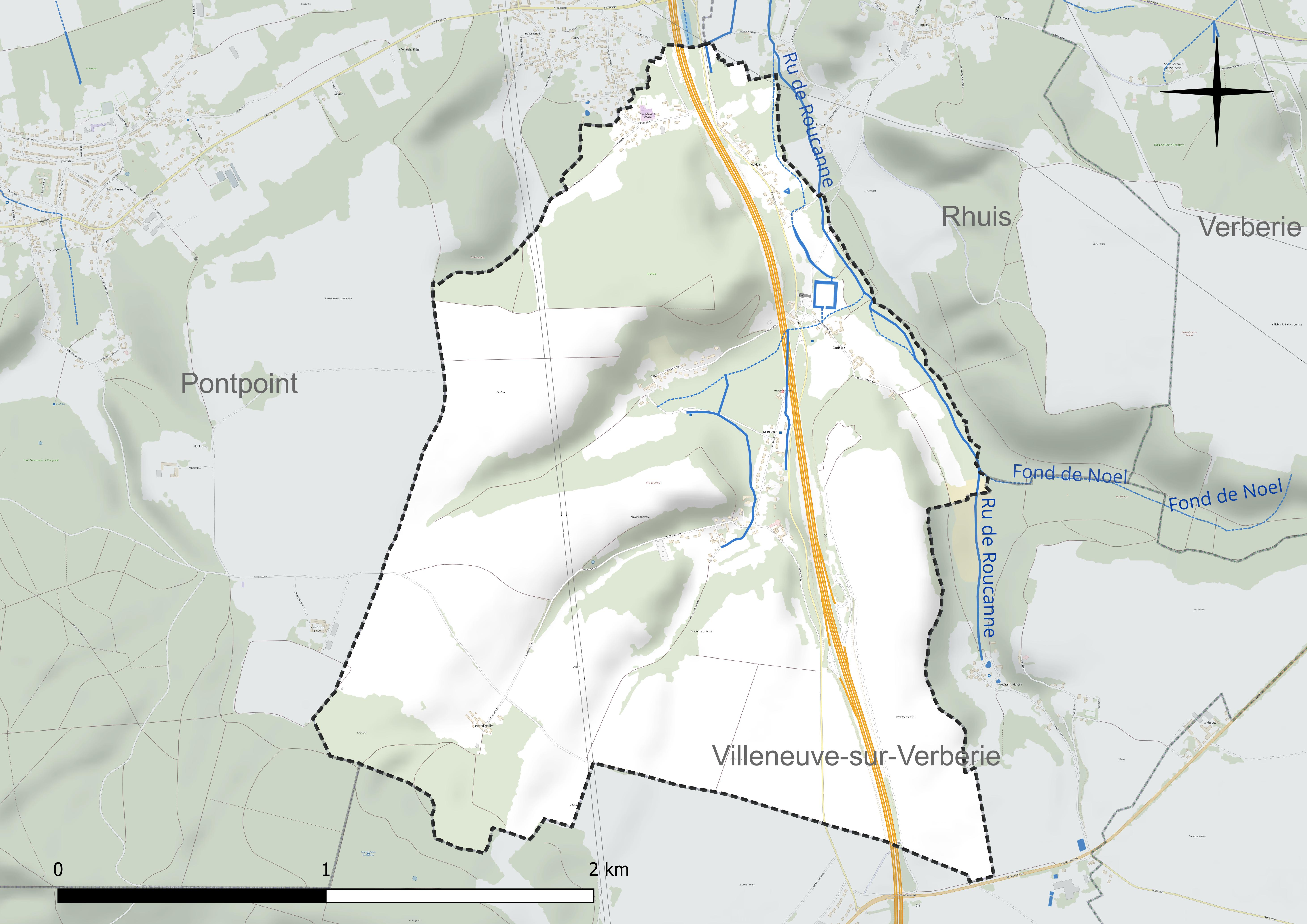
Rețeaua hidrografică a comunei Roberval.

### Climă
În 2010, clima comunei era clasificată ca fiind de tip oceanic degradat al câmpiilor din Centru și Nord, conform unui studiu al CNRS bazat pe o serie de date care acoperă perioada 1971-2000. În 2020, Météo-France a publicat o tipologie a climei din Franța metropolitană, în care comuna se află într-o zonă de tranziție între climatul oceanic și climatul oceanic alterat, situată în regiunea climatică Nord-Est a bazinului Parisian. Această regiune se caracterizează printr-un nivel redus de însorire, o pluviometrie medie distribuită regulat pe parcursul anului și ierni reci (3 °C).
Pentru perioada 1971-2000, temperatura medie anuală este de 10,7 °C, cu o amplitudine termică anuală de 14,6 °C. Cantitatea medie anuală de precipitații este de 731 mm, cu 10,1 zile de precipitații în ianuarie și 8,6 zile în iulie. Pentru perioada 1991-2020, temperatura medie anuală observată la stația meteorologică cea mai apropiată, situată în comuna Creil la 16 km distanță în linie dreaptă, este de 11,2 °C, iar cantitatea medie anuală de precipitații este de 662,2 mm.
Pentru viitor, parametrii climatici estimati pentru comună, pentru anul 2050, conform diferitelor scenarii de emisii de gaze cu efect de seră, pot fi consultati pe un site dedicat publicat de Météo-France în noiembrie 2022.

## Urbanism

### Tipologie
La 1 ianuarie 2024, Roberval este clasificată drept comună rurală cu habitat dispersat, conform noii grile comunale de densitate cu șapte niveluri, definită de INSEE (Institutul Național de Statistică și Studii Economice) în 2022. Comuna se află în afara unităților urbane. În plus, comuna face parte din aria metropolitană a Parisului, fiind una dintre comunele de la periferie, această zonă reunind 1.929 de comune.

### Utilizarea terenului
Utilizarea terenurilor în comună, așa cum reiese din baza de date europeană de utilizare biogeografică a terenurilor Corine Land Cover (CLC), se caracterizează prin importanța teritoriilor agricole (66,9 % în 2018), în scădere față de 1990 (68,6 %). Repartizarea detaliată în 2018 este următoarea: terenuri arabile (47,8 %), păduri (31,1 %), zone agricole eterogene (19,1 %), zone urbanizate (1,9 %). Evoluția ocupării terenurilor în comună și a infrastructurilor sale poate fi observată pe diferitele reprezentări cartografice ale teritoriului: harta Cassini (secolul XVIII), harta de stat-major (1820-1866) și hărțile sau fotografiile aeriene ale IGN pentru perioada actuală (1950 până în prezent).

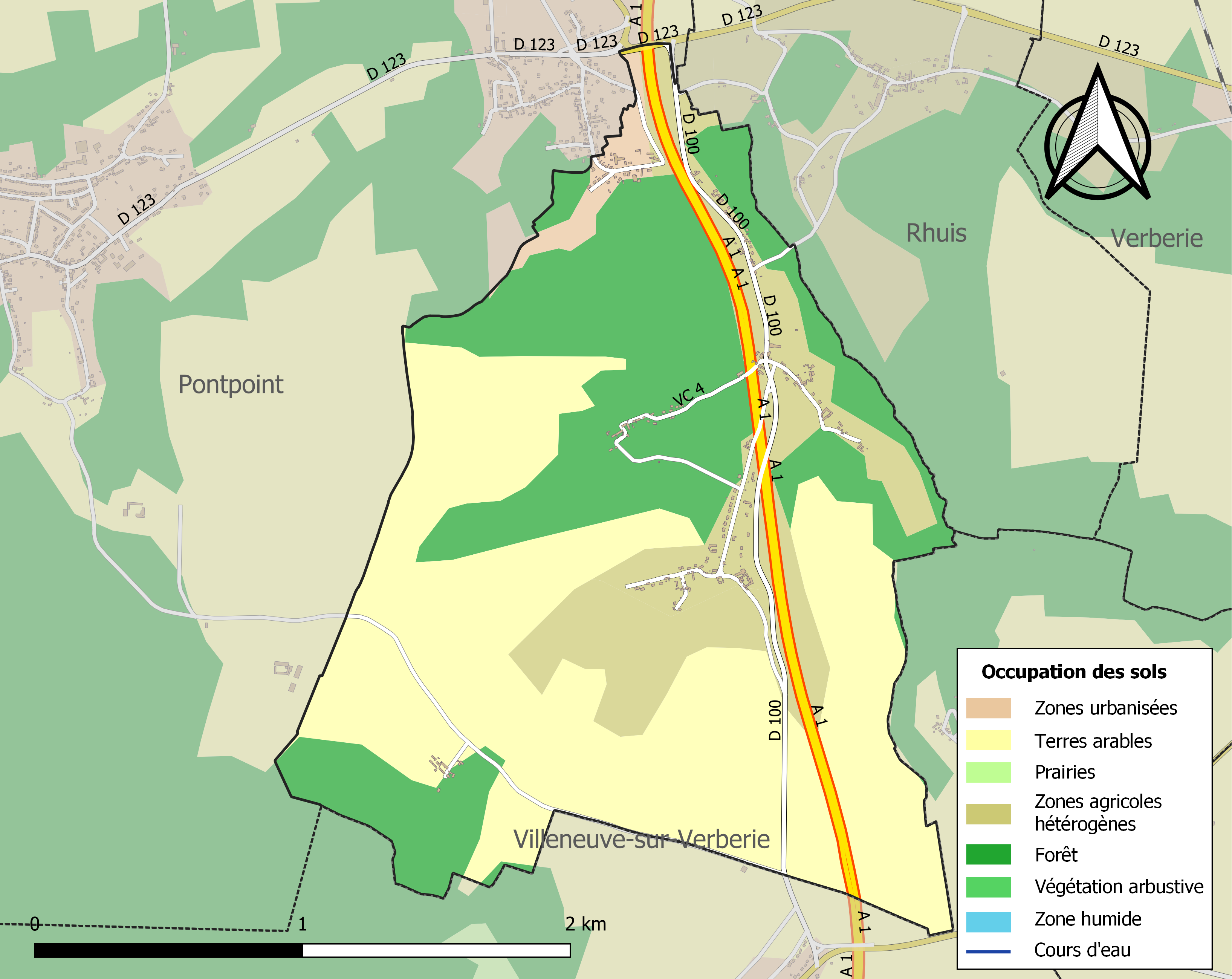
Harta infrastructurii și utilizării terenului a comunei în 2018 (CLC).

### Căi de comunicație și transport

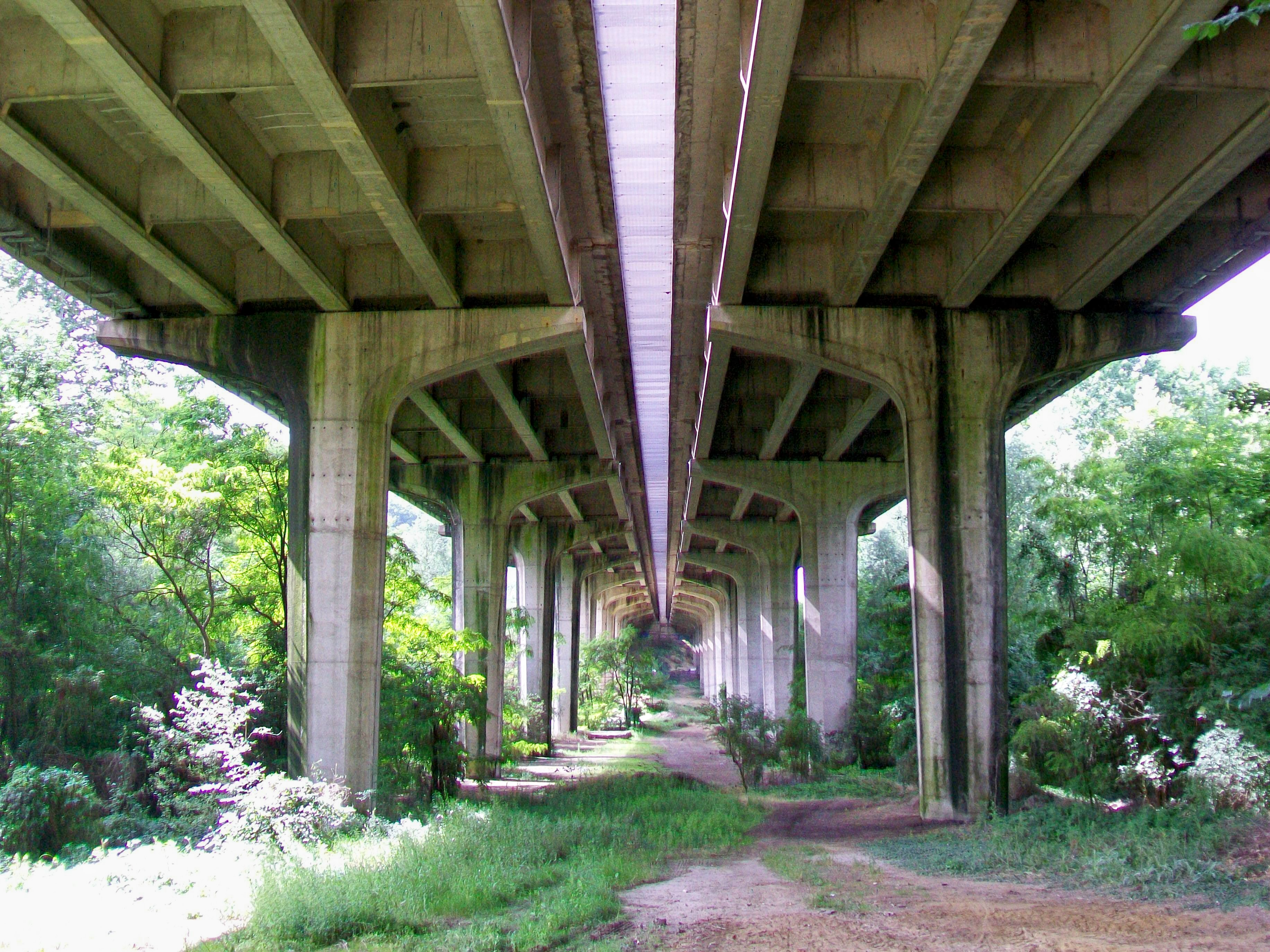
Viaductul autostrăzii A1, văzut de pe drumul Fosse.

#### Rețeaua rutieră
Autostrada A1, care traversează comuna pe mijloc, iar al cărei viaduct domină piața satului, nu aduce beneficii directe localității Roberval. Cel mai apropiat nod rutier, denumit „Pont-Sainte-Maxence”, se află la o distanță de opt kilometri, lângă Verberie, pe teritoriul comunei Longueil-Sainte-Marie.
Roberval este traversată de un drum departamental de importanță locală, RD 100, care face legătura între Moru, un cătun al comunei Pontpoint, vecină cu Roberval, și Le Plessis-Belleville. Din Moru, RD 123 permite accesul către Pont-Sainte-Maxence sau Verberie.

#### Transport public
Cea mai apropiată gară, deservită de trenurile TER Hauts-de-France, este gara Pont-Sainte-Maxence, principala gară între Creil și Compiègne pe linia Paris - Saint-Quentin, situată la aproximativ nouă kilometri nord-vest.
Comuna este deservită de liniile 640, 6221, 6305 și 6323 ale rețelei interurbane din Oise. De asemenea, beneficiază de serviciul gratuit de transport la cerere TAD'OHM, implementat de comunitatea de comune Pays d'Oise et d'Halatte.

## Toponimie
Numele localității este atestat sub următoarele forme: de Roberti valle (în jurul anului 1171); Robertval (1211-1212); apud robertval (1218); Odo de Robertval (1264); Roberti vallis (1267); Robertivilla (secolul al XIII-lea); Roberval (1336); Roberval-la-Vallée (1794).

## Istorie

### Paleoliticul inferior
Primele urme de ocupație umană apar în jurul anului -100 000 (perioada acheuleană) în zona Oise și în apropiere de Moru. Situri neolitice au fost descoperite la Harcelay, Long-Champ, Sur-Fosse și Haute-Borne.

### Epoca galică
Granița dintre triburile bellovaci și suessioni era stabilită pe râul Rouanne. Văile (Fosse) și platourile (Taillis-Bois, Long-Champ...) erau locuite și cultivate de gali.

### Antichitate
Vile au fost construite pe platourile sudice, la fiecare 800 m (situri de la Chemin-Blanc, Long-Champ, Taillis-Bois), iar în văi s-au ridicat sate (Roberval, l'Épinette) și cătune (Fosse, Derrière-Hour, Guidon). Pe platouri se găseau o turnătorie (Cornouiller) și un cătun (Harcelay).

### Evul Mediu
Biserica din Roberval este dedicată sfântului Remi, episcop de Reims, foarte venerat încă din timpul dinastiei merovingiene, după moartea sa survenită în jurul anului 533. Există optzeci și patru de biserici dedicate sfântului Remi în Picardia, printre care cele din Barbery și Orrouy. Această titulatură ar fi putut fi aleasă încă de la construcția capelei din Noël-Saint-Remy (numele vechi al satului). Totuși, viața lui Hincmar, arhiepiscop de Reims, menționează că acesta a murit în jurul anului 882, fugind din fața normanzilor cu moaștele sfântului Remi.
Rolul lui Hincmar în soluționarea disputei dintre doi episcopi și în propagarea cultului sfântului Remi ar fi putut determina un episcop de Beauvais din acea perioadă să dedice capela din cătunul „Noël-en-Beauvaisis” sfântului Remi. Sărbătoarea sa este stabilită oficial la 1 octombrie, aniversarea unei translații de moaște, însă sărbătoarea patronală a localității Roberval are loc în prima duminică din octombrie.
Moara de apă din Roberval, cunoscută sub numele de moara Henri, este menționată pentru prima dată în 1211, cu ocazia unui conflict între călugării de la prioratul Saint-Nicolas-d'Acy-lès-Senlis și cavalerul Roger de Verberie, prevotul regal al acestui târg. Roger reprezenta, de asemenea, interesele lui Robert de Sacy, ale cavalerului Hugues de Longueau și ale Venatores din Villers.
După multe discuții, s-a ajuns la următorul acord: priorul de Saint-Nicolas va deține jumătate din moară, liberă de orice taxă, așa cum i-a fost confirmată de regele Ludovic al VII-lea cel Tânăr (care a domnit între 1131 și 1179), iar celelalte persoane vor deține cealaltă jumătate în indiviziune. Plata cenzului și a altor cheltuieli generate de moară va fi împărțită în mod egal între prior și ceilalți coproprietari. S-a mai stabilit că nimeni nu va putea, sub pretextul unor deficiențe ale părții sale, să ia pietrele de moară sau elementele metalice ale acesteia.
Familia de Sacy a continuat să dețină drepturi asupra acestei mori până în 1274, când Gilles de Sacy a vândut toate drepturile sale călugărilor de la Saint-Nicolas d'Acy.
Câțiva ani mai târziu, un alt tip de conflict îi opune pe noul stăpân al Roberval călugărilor de la Saint-Nicolas. Jean de Roberval, cunoscut sub numele de „le Gaigneur” (Johannes dictus Lucrator, Dominus de Roberti-Valle), acceptă în mai 1291 arbitrajul abatelui de Saint-Denis. Acesta preluase cu forța moara Henri și o grădină situată în Roberval, care aparțineau prioratului Saint-Nicolas d'Acy, sub pretextul că obligațiile feudale erau neglijate.
I s-a promis un cenz anual de douăzeci de solzi parizieni, iar el a restituit bunurile. Moara este vândută în 1528 de către Olivier Bohuon, primarul din Rhuis, lui Jean-François de Larocque, stăpânul din Roberval.
În Evul Mediu, moara era înconjurată de pajiști, păduri de arini și turbării: în 1390, un recensământ al senioriei din Rhuis menționează un loc numit „es tourbières de Vaulx dessoux le Valet Lambert, tenant au pre du molin Henry”. Un alt recensământ din 1416 precizează că „două arpenturi de arini obișnuiau să fie situate lângă moara Henry”.
În 1914, „Joyeux”, soldați din batalionul de infanterie ușoară din Africa (disciplinar), erau găzduiți la moară, care purta atunci numele de Moulin Darche, după ultimul morar, Édouard Darche (1891). O lampă a căzut în paie, provocând un incendiu. Soldații au fugit sărind pe fereastră de la primul etaj, deoarece ferestrele de la parter erau protejate cu gratii.
Moara a fost distrusă definitiv în 1918 de către zidarul Georges Lequeux. Au rămas doar hambarul, râul și canalul de apă.

### Epoca modernă până la Revoluție
Charles de Rohan, prinț de Soubise și de Epinoy și duce de Ventadour, a moștenit senioria Roberval, Rhuis și Saint-Germain-lès-Verberie în 1749, la vârsta de treizeci și patru de ani. El i-a succedat faimosului său bunic, Hercule-Mériadec de Rohan-Guéméné, care a murit fără copii în viață, devenind astfel duce de Rohan-Rohan.
Senioria aparținea din 1641 celebrei familii care a dat Franței un arhiepiscop (Henri de La Mothe-Houdancourt, senior al Roberval între 1641 și 1684), o guvernantă a copiilor lui Ludovic al XIV-lea (Charlotte, ducesă de Ventadour, senior al satelor noastre între 1684 și 1691) și mai mulți prinți, inclusiv pe Louis-Charles de la Tour d'Auvergne, prinț de Turenne, senior între 1691 și 1692.
Foarte atașat de senioria sa, deși modestă, din Roberval, Soubise vine aici mai ales între 1749 și 1756, înainte de a fi ocupat de Războiul de Șapte Ani. Este probabil acest prinț cel care a modificat profund aspectul castelului din Roberval pentru a-l adapta la ultimele tendințe ale modei.
Când îl moștenește, clădirea încă datează în mare parte din epoca lui Larocque, colonizatorul Canadei. Castelul avea atunci un plan în formă de cruce și o decorație ce amintea de a doua Renaștere franceză (aproximativ între 1530 și 1560).
Prințul de Soubise a dispus demolarea aripii nordice a castelului, apoi a redecorat fațada și interioarele în stilul Louis XVI (la modă între aproximativ 1755 și 1780, inspirat de descoperirea orașului Pompei). Fațada, complet modificată într-un stil destul de sobru și foarte elegant, este decorată cu un balcon susținut de două coloane cu capiteluri dorice, încadrate de două „scări” de piatră, tipice stilului Louis XVI.
Parcul a fost, cel mai probabil, și el reamenajat, deși rolul exact al prințului de Soubise în aspectul său actual rămâne necunoscut. Este însă probabil ca el să fi fost comanditarul grădinii de legume în stil francez, atribuită școlii lui Le Nôtre.
Prințul de Soubise organiza apoi mari recepții la castel și îl închiria uneori (pentru a amortiza costurile lucrărilor!) unor familii importante, precum familia Trudaine, negustori bogați din Amiens.
În 1753, Soubise a ordonat amenajarea unei promenade-perspective (actualul drum al Bisericii, din Roberval) între castelul său și biserica satului, pentru a înlocui poteca sinuoasă și frecvent inundată care pornea din actuala „Basse Cour” a castelului. Lucrările au fost realizate gratuit de către locuitorii din Roberval, în cadrul obligațiilor feudale de corvoadă. Soubise, generos, a oferit terenul necesar.
„Chaussée Neuve”, cum era numită pe atunci, era un drum rectiliniu de 1 540 m, construit pe un terasament înalt și plantat cu copaci. Jumătate dintre acești copaci, ajunși centenari, au fost tăiați în 1853 pentru a finanța construcția școlii. (În 1964, SANEF a ales să amplaseze doi piloni ai viaductului exact în mijlocul perspectivei, distrugând astfel unul dintre puținele exemple de urbanism din secolul Luminilor într-un sat din Oise.)
Începând cu 1780, Soubise a încercat să valorifice pantele nisipoase ale dealurilor din Roberval-Rhuis, plantând pini negri. În ciuda distrugerilor cauzate de trecerea autostrăzii, încă mai există urmași magnifici ai acestor pini deasupra zonei Noël-Saint-Remy, dominând valea cu siluetele lor întunecate și majestuoase.
Totuși, prințul de Soubise nu a reușit să transmită senioria celor două fiice ale sale. Roberval a fost implicat în celebra escrocherie a „colierului reginei”. Pe scurt, cardinalul de Rohan, fratele lui Soubise și presupus amant al Mariei-Antoaneta, a cumpărat în numele acesteia, pe credit, un colier magnific la prețul exorbitant de 1.600.000 de livre. Cardinalul l-a încredințat apoi unei anume Jeanne de la Mothe-Valois, care a promis că regina îl va rambursa. În realitate, aventuriera a vândut colierul, iar Maria-Antoaneta, care nu știa nimic despre acest lucru, a refuzat să plătească datoria cardinalului.
A urmat un proces în care cardinalul a fost declarat nevinovat, dar a fost obligat să ramburseze bijutierului suma. Familia cardinalului l-a ajutat să adune banii necesari, în special prințul de Soubise, care a fost nevoit să vândă senioria Roberval. Aceasta cuprindea, pe lângă Roberval, localitățile Rhuis și Saint-Germain-lès-Verberie, precum și cătunele Bacouël, Noël-Saint-Remy, Noël-Saint-Martin și Montvinet.
Soubise a vândut domeniul pentru suma de 190.000 de livre pe 27 noiembrie 1784 lui Achille-René d'Avesne de Fontaine. Totuși, această sumă, insignifiantă în comparație cu prețul colierului, a fost folosită în principal pentru a achita creditorii lui Soubise, deoarece Roberval era ipotecat!
Prințul de Soubise, mult mai prezent la Roberval decât predecesorii săi, va rămâne astfel în memoria locală pentru că a modificat profund mediul înconjurător al locuitorilor din Roberval, redecorând castelul, creând promenada-perspectivă către biserică și împădurind dealurile cu pini negri.
Construcția unui nou presbiteriu a fost planificată încă din 1787, pe locul unui vechi hambar care aparținea preotului Clauzier, pentru a înlocui vechiul presbiteriu. Acesta, situat chiar în fața bisericii, era, potrivit preotului, „invadat de animale de toate felurile și inundat la fiecare ploaie, de când zidul de împrejmuire care îl proteja a fost desființat; ravinele au umplut canalul și au distrus peștele”.
Lucrările au fost începute de zidarul Montarrain abia pe 8 iulie 1789, cu doar trei zile înainte de căderea Bastiliei. Totuși, nu Revoluția a întrerupt lucrările, ci refuzul unor locuitori, neafectați direct, de a contribui la cheltuieli. Presbiteriul a rămas mult timp neterminat.
În 1798, exista doar o structură fără ferestre sau uși, construită prost, cu mortar de calitate slabă; doi pereți erau înclinați, crăpați și arși. Fusese incendiat și vândut în 1798 unui cultivator bogat din Verberie, Jacques Duvivier. Presbiteriul a fost finalizat și predat preotului abia după Revoluție.

### Perioada revoluționară
Un cetățean din Roberval a fost recrutat ca voluntar sub Convenția Națională; este vorba despre căpitanul Parage. Acest militar revoluționar a fost promovat căpitan al Companiei din Crépy-en-Valois în timpul bătăliei de la Lille din 1792.
După 4 luni de lupte, Parage s-a întors în spatele frontului cu ceea ce mai rămăsese din compania sa. A fost primit pe 30 decembrie 1792 la primăria din Verberie, care era atunci reședința de canton. Căpitanul Parage a solicitat permisiunea de a depune acolo stindardul companiei sale. Depunerea acestuia a fost prilejul unei mari ceremonii patriotice organizate pe 6 ianuarie 1793.
Căpitanul Parage a intrat în sala de ședințe în fruntea celor 42 de oameni ai săi. Într-un discurs emoționant, el a reamintit virtuțile civice și curajul de care au dat dovadă soldații săi în diverse lupte. Apoi a declarat: „Sunt fericit să depun la primărie acest stindard care a fost simbolul nostru de adunare în fața inamicului.”
Primarul din Verberie și consilierii săi au ținut la rândul lor câteva discursuri, după care au acordat o gratificație de zece franci fiecărui soldat care a „rămas fidel steagului sub focul inamicului”. Căpitanul Parage a desemnat 34 dintre oamenii săi pentru această onoare.
Această ceremonie subliniază importanța acordată cultului valorilor civice și propagandei pentru „apărarea Revoluției” sub Convenția Națională.

### Secolul al XIX-lea

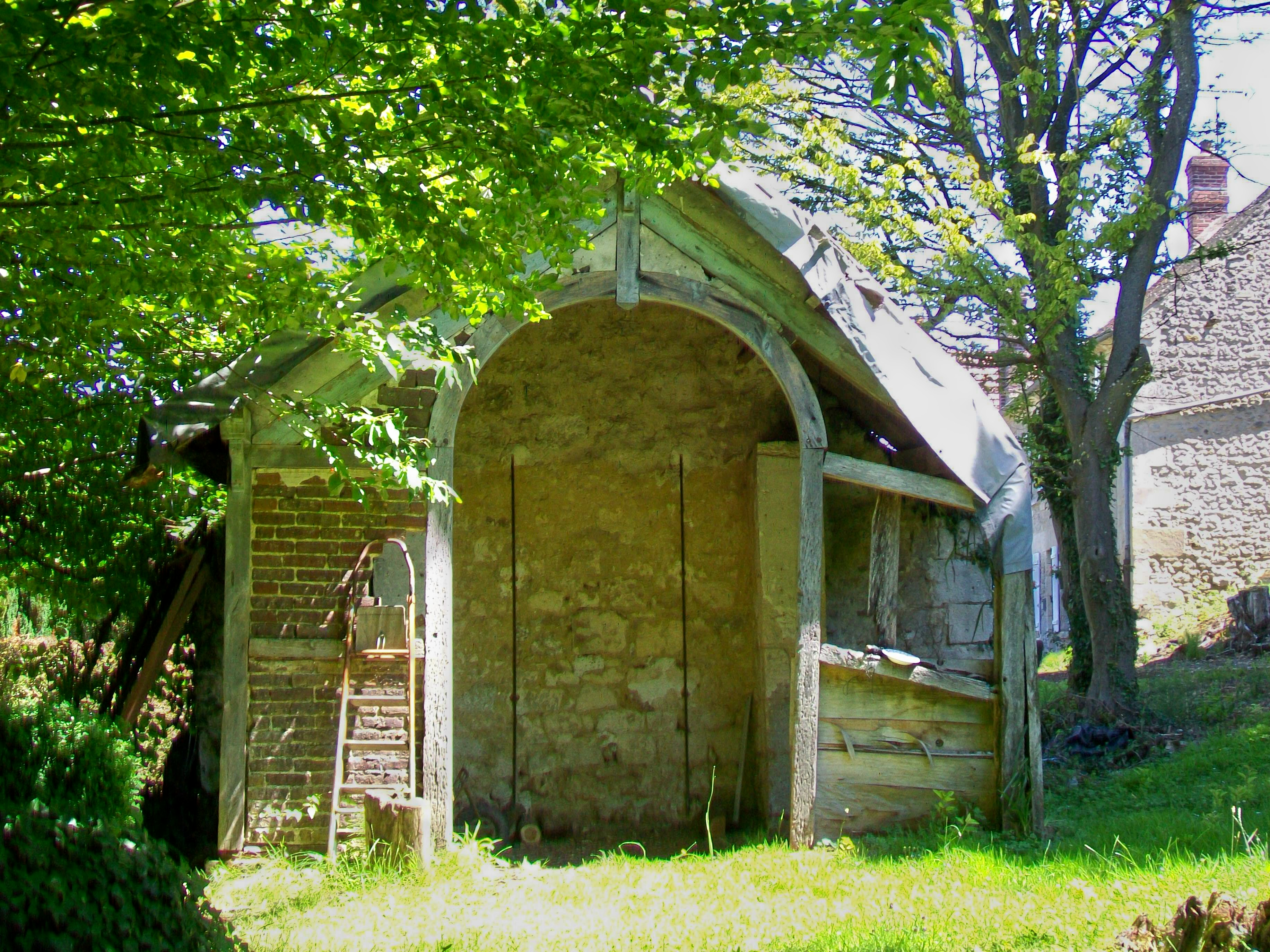
Jocul de arc din cătunul Carrieuses, abandonat, se află într-o stare de degradare și amenință să se ruineze complet. Cealaltă movilă din față a dispărut deja.

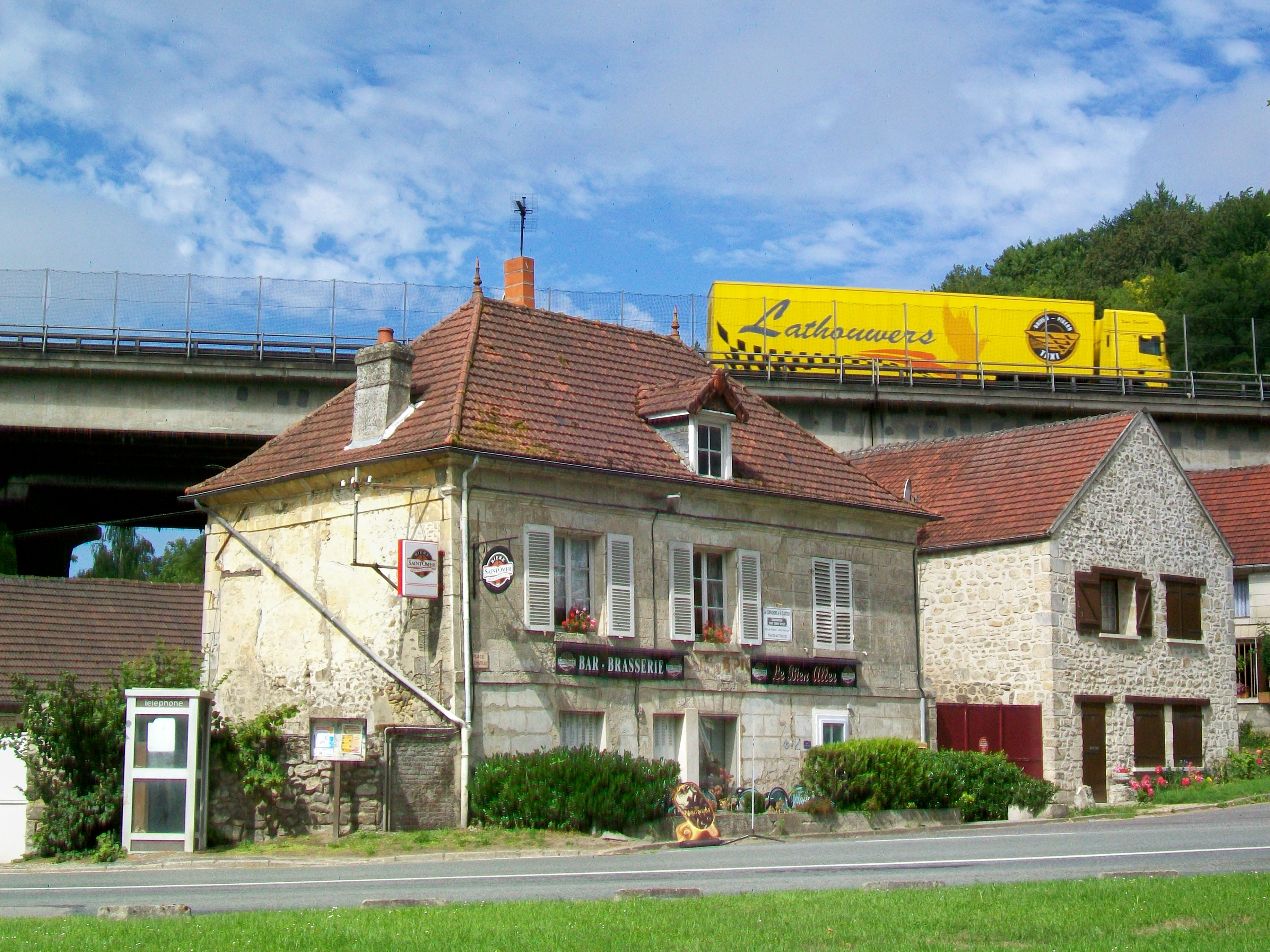
Cafeneaua satului, situată în piața castelului, este dominată de viaductul autostrăzii A1.

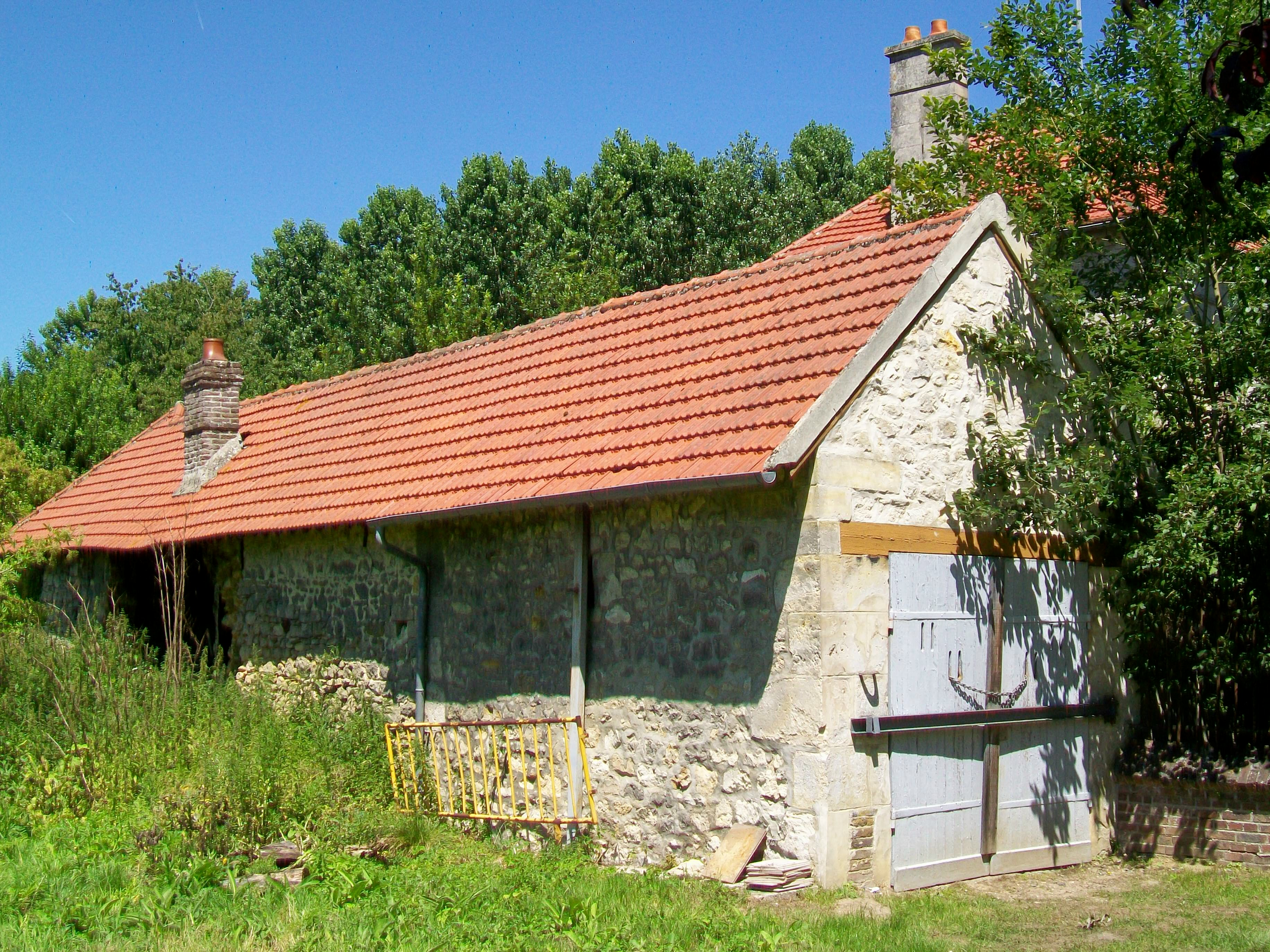
Fosta remiză a pompierilor, situată lângă primărie, pe drumul Bisericii.

Societatea Marelui Joc de Arc din Roberval a fost reînființată în iunie 1823 de către I.-C. Davène de Roberval și 21 de locuitori din Roberval. Jocul de arc, format din două mici construcții amplasate la fiecare capăt al unei alei, a fost construit în 1830.
„Tirul păsării”, plasată în vârful unei prăjini, avea loc în prima duminică din luna mai, după vecernie, iar învingătorul era proclamat „rege”. În luna ianuarie, acesta primea „buchetul”, iar apoi arcașii mergeau să ofere pâinea binecuvântată la slujbă.
Activitatea a fost întreruptă din cauza războiului din 1870, însă compania a fost reînființată în 1901 de Pierre de Roberval, în cafeneaua bine numită „Sfântul Sebastian” (patronul arcașilor). Jocul de arc a fost reconstruit pe amplasamentul său original.
Începând cu anii 1830, la Roberval au fost amenajate lăcașuri pentru spălatul rufelor (lavoare) pentru a îmbunătăți igiena și a facilita spălarea rufelor. Spălătoresele începeau prin a „înmuia” rufele (scufundându-le în leșie), apoi le curățau la lavoar.
A doua zi, spălătoresele fierbeau rufele în „cuve” din lemn, cu un diametru de un metru și o înălțime de 40 cm. La fundul cuvei puneau bețe de viburnum sau mlădițe de viță, apoi un „cendrier” (un cearșaf în care era pusă cenușă), peste care așezau rufele și frunze uscate de saponaria (sau, mai târziu, săpun de Marsilia topit separat într-o cratiță). Rufele trebuiau să fiarbă toată ziua.
După fierbere, rufele erau transportate cu roaba la lavoar, unde erau clătite cu ajutorul unui „battor” (un fel de paletă). Spălătoresele îngenuncheau în „bachots”, cutii umplute cu paie și fân, care erau mai confortabile decât solul. Din cauza efortului imens necesar, spălatul rufelor se făcea doar o dată la două luni.
În secolul al XIX-lea, cafeneaua „Au Bien-Aller” se numea „Au Saint-Sébastien”. Clădirea actuală datează din acea perioadă. Cafeneaua a fost, de asemenea, un restaurant unde patroana gătea mesele într-un șemineu larg de doi metri. Specialitatea casei era „boudibi” sau „boudinée”, un preparat de casă din carne (cârnați, caltaboși, salam, jambon etc.).
Tot aici se vindea lemn de foc exploatat de pe domeniul castelului. Băutura principală era „goutte” (rachiu de mere), vinul fiind rar consumat. Duminica, se consuma absint sau vin malaga. În jurul anului 1900, se mai producea încă puțin vin la Roberval. Clienții se distrau jucând cărți sau biliard.
În septembrie 1870, soldați prusaci au venit la cafenea, au cerut un litru de anisette și patru pachete de trabucuri de la domnul Gacogne, după care au plecat fără să plătească. Cafegiul a cerut ulterior rambursarea pagubei de la comună.
Din 1908, la cafenea s-a adăugat și o băcănie, unde se tipăreau cărți poștale din Roberval. Până în 1918, cafeneaua a trebuit să facă față „concurenței” a două alte baruri, care serveau doar rachiu, unul situat în piață și celălalt la Guidon. Mai târziu, proprietarul a început să colinde Roberval cu o băcănie ambulantă și organiza un bal în fiecare duminică la cafenea.
După 1945, înaintea balurilor de duminică, aveau loc proiecții de filme. Cafeneaua a fost redenumită „Au Viaduc” în anii 1980, apoi „Au Bien-Aller” (termen de vânătoare) în 1996.
Prima primărie-școală se afla în partea stângă a bisericii, în piața Noël-Saint-Remy. Era o casă joasă, acoperită cu paie, formată din trei camere: sala de clasă, primăria și locuința învățătorului. În 1828, clădirea era aproape în ruină, iar primăria și școala au fost nevoite să se mute temporar în cătunul Carrieuses, până când clădirea a fost reparată în 1835.
Totuși, construirea unei noi primării-școli s-a dovedit a fi indispensabilă. Finanțată integral prin vânzarea lemnului din copacii care aparțineau comunei și a vechii școli, noua clădire a fost finalizată în 1853.
Crearea unui corp de pompieri a fost decisă în 1865 de consiliul municipal condus de primarul Edmond-Pierre Davène de Roberval. Municipalitatea a achiziționat furtunuri, topoare, găleți, căști, curele și săbii. Primarul a oferit, din partea sa, o pompă de incendiu second-hand. Douăzeci și cinci de pompieri voluntari s-au prezentat, iar domnul Dupressoir a fost numit sublocotenent al Companiei de Pompieri din Roberval.
Remiza de pompe a fost construită în 1866 din piatră brută, ca o prelungire a anexelor primăriei de atunci. Pompa de incendiu, devenită prea veche, a trebuit să fie înlocuită încă din 1869, iar cea nouă a fost montată pe o căruță. În apropiere a fost ridicat un „trapèze” (o structură de antrenament de aproximativ douăzeci de metri înălțime), pe locul unde astăzi se află „Arborele Victoriei”.
În 1889, au fost achiziționate treisprezece jachete pentru pompieri. Compania de Pompieri din Roberval a fost desființată în jurul anului 1930. Medaliile câștigate de pompieri în timpul acțiunilor lor eroice au fost expuse în primărie până la distrugerea acestora în incendiul din 1993.

### Secolul al XX-lea
La sfârșitul secolului al XIX-lea, a fost construită calea ferată industrială Villeneuve-sur-Verberie - Moru (comuna Pontpoint), care traversa satul Roberval. Scopul acesteia era transportul producției din mai multe cariere către șlepurile de pe râul Oise. Anterior, pietrele și nisipul erau transportate cu căruțe trase de cai.
Remiza pentru locomotive există și astăzi, fiind alcătuită din clădiri din cărămidă și un hangar. În spatele acestuia se mai găsesc vestigiile funicularului folosit pentru a evacua pietrele din cariera de la Plant. Calea ferată era alimentată, de asemenea, de cariera din Villeneuve-sur-Verberie (încă activă) și de cariera Carnage din Roberval (distrusă în timpul construcției autostrăzii).
Până în 1920, o locomotivă cu aburi trăgea aproximativ douăsprezece vagoane per tren. După această dată, odată cu instalarea unei noi linii venind de la Fleurines, locomotivele diesel au putut transporta până la douăzeci și două de vagoane, fiecare având o capacitate de șase tone.
În 1964, cu ocazia construcției autostrăzii, linia ferată a fost dezafectată, iar materialele au început să fie transportate cu camioane. Remiza pentru locomotive a fost de atunci utilizată ca depozit de către diverse companii.
Luptele din Primul Război Mondial au început în regiune odată cu distrugerea podului din Verberie de către germani, pe 31 august 1914. O bătălie dură i-a opus pe germani britanicilor la Néry (29 de morți și 80 de răniți). Turnul bisericii din Rhuis a fost lovit de un obuz german tras din Orméon în noiembrie 1914. Locuitorii din Roberval au fost evacuați spre sud (de exemplu, la La Ferté-Alais). Senlis a fost ocupat pe 3 septembrie, însă germanii au fost respinși dincolo de Aisne, unde frontul s-a stabilizat. În șanțul din Fosse, pe versantul nordic, în fața marginii pădurii, geniștii armatei au construit un adăpost format dintr-o cameră din trunchiuri de fag acoperită cu un morman de pământ. Acest adăpost nu a fost niciodată utilizat, iar intrarea sa a fost blocată la scurt timp după război de locuitorii din apropiere. La fel, tranșeul săpat în 1914 pe marginea platoului „Plant”, orientat spre valea Roberval, nu a fost niciodată folosit. Era format dintr-un șanț de treizeci de metri lungime, al cărui plan în formă de baionetă era întrerupt de două ori de baraje laterale de doi metri fiecare.
În 1919, zidarul George Lequeux a construit un cuptor de var, format dintr-un turn de piatră, amplasat pe versantul unui deal. Cuptorul era încărcat de sus cu straturi de cărbune de lemn și mănunchiuri de vreascuri, intercalate cu straturi de calcar. Se aprindea totul prin deschiderea boltită, realizată din cărămizi, situată la bază. Când calcarul ardea, se transforma în var nestins. Zidarul scotea varul din cuptor și îl stingea parțial înainte de a-l folosi pe post de ciment.
În 1939, un proiect de legătură rutieră de tip autostradă între Paris și Lille a fost analizat, dar a fost amânat din cauza războiului. Un prim proiect prevedea trecerea autostrăzii prin valea Rouanne, între Carrieuses și Noël-Saint-Martin. Un al doilea proiect propunea traversarea văii printr-un terasament foarte înalt. În cele din urmă, s-a optat pentru construcția unui viaduct. Designul viaductului a fost realizat conform recomandărilor și planurilor arhitectului-șef al Monumentelor Istorice, domnul Paquet, care dorea „alungirea liniei generale a lucrării pentru a o armoniza mai bine cu stilul castelului din apropiere”. Domnul Paquet este autorul pilelor, cu o secțiune octogonală ce se lărgește de jos în sus, terminându-se cu o curbură grațioasă într-un capăt de grindă cu extremități subțiri.
Lucrările au început în martie 1964. S-a început prin baterea piloților, care trebuiau înfipți cu forță până la o adâncime de 16 m, solul fiind foarte mlăștinos. Construcția pilonilor a început în iunie 1964. Tablierul a fost finalizat în ianuarie 1965, iar lucrarea a fost predată de compania Léon Ballot în aprilie 1965. Rezultatul este un viaduct de 544 m lungime, cu o înălțime maximă de 19 m și o pantă de 3,1 %, susținut de 32 de piloni. Secțiunea Paris-Roye a fost deschisă circulației pe 29 noiembrie 1965. Traficul a fost de 34.000 de vehicule pe zi în 1972, 40.000 în 1987, iar ulterior a explodat (85.000 la începutul celui de-al treilea mileniu).

## Populația și societatea

### Date demografice
Evoluția numărului de locuitori este cunoscută prin recensămintele populației efectuate în comună începând din 1793. Pentru comunele cu mai puțin de 10 000 de locuitori, un recensământ al întregii populații este realizat la fiecare cinci ani, populațiile legale pentru anii intermediari fiind estimate prin interpolare sau extrapolare.
În 2022, comuna număra 352 locuitori, în scădere cu -5,38 % față de 2016 (Oise: +0,87 %, Franța fără Mayotte: +2,11 %).
| An        | 1793 | 1821 | 1841 | 1856 | 1876 | 1886 | 1901 | 1921 | 1936 | 1962 | 1982 | 2006 | 2014 | 2022 |
| --------- | ---- | ---- | ---- | ---- | ---- | ---- | ---- | ---- | ---- | ---- | ---- | ---- | ---- | ---- |
| Populație | 419  | 498  | 353  | 320  | 271  | 290  | 240  | 197  | 193  | 191  | 243  | 360  | 371  | 352  |

## Cultura locală și patrimoniul

### Locuri și monumente

#### Monumente istorice

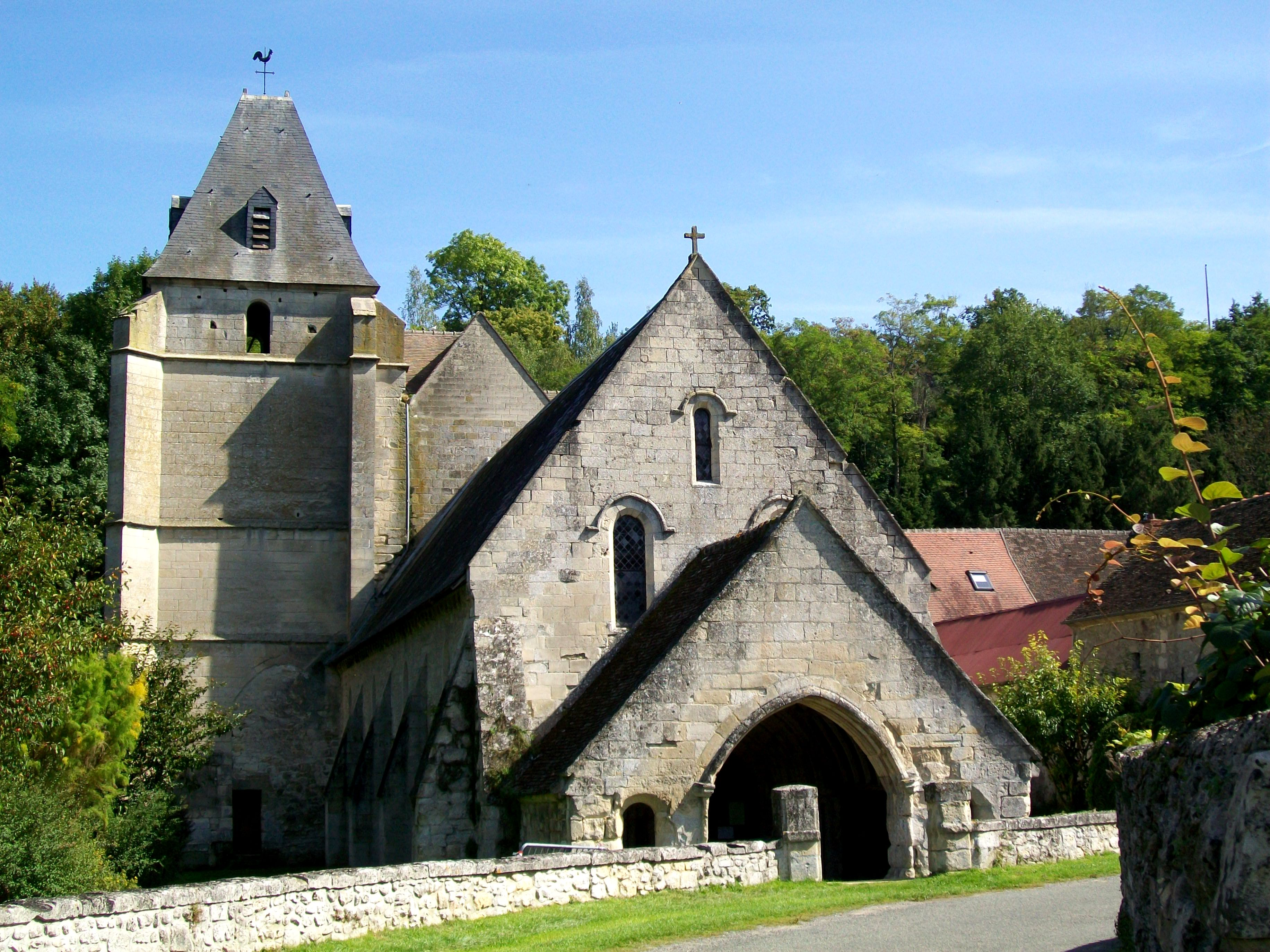
Biserica datează de la sfârșitul secolului al XII-lea, corul și turnul fiind adăugate în secolul al XVI-lea.

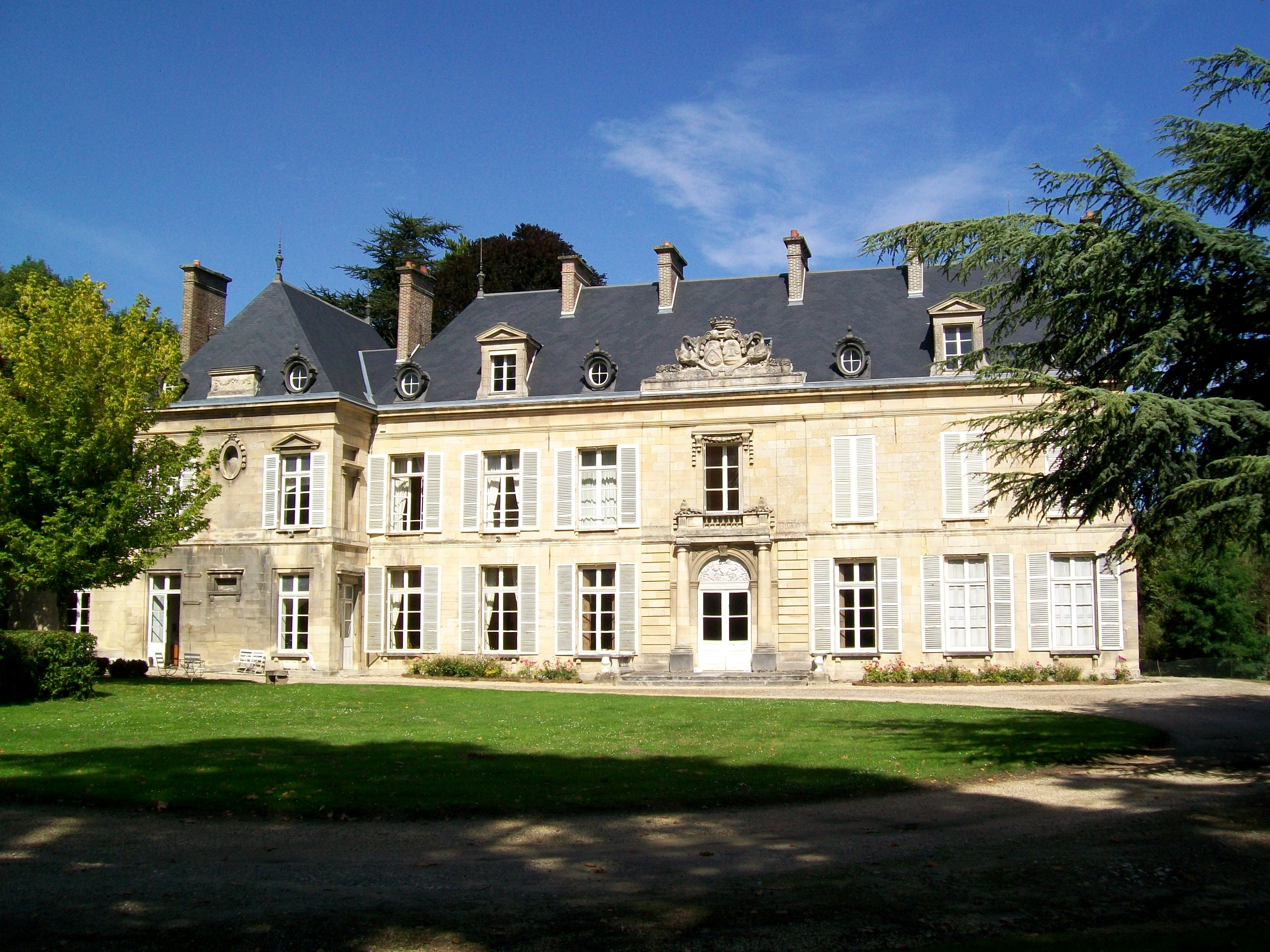
Castelul Roberval din secolul al XVIII-lea, fațada sudică.

- Biserica Saint-Remy, cavée de l'Église (clasată monument istoric prin ordinul din 19 august 1933[29]): succede unei prime capele atestate încă din secolul al IX-lea. Silueta sa este deosebit de caracteristică, cu turnul auster din nord și succesiunea a trei frontoane de înălțime crescătoare: unul pentru pridvor, unul pentru navă și unul pentru cor. Nava, nebolțită, în stil gotic timpuriu, datează de la sfârșitul secolului al XII-lea și reprezintă cea mai veche parte păstrată în elevație. Se remarcă doar prin frumosul său portal vestic, cu trei retrageri și colonete cu capiteluri, ascuns sub un pridvor din secolul al XVI-lea. Părțile estice, în stil gotic flamboyant, datează tot din această perioadă și se disting prin dublarea transeptului. Această parte a bisericii este austeră la exterior, dar elegantă și luminoasă la interior, datorită stâlpilor săi ondulați și ferestrelor mari, cu rețele flamboyant[30][31].
- Castelul Roberval, reședință privată a familiei Davène de Roberval, RD 100 / Place du Château (inscris ca monument istoric prin ordinul din 13 iulie 1993[32]): în secolul al XVIII-lea, Charles de Rohan, prinț de Soubise, a modificat profund clădirea care data din perioada Renașterii. El a redecorat fațada și interioarele în stil Louis XVI, oferind castelului aspectul său actual. Fațada este decorată cu un balcon susținut de două coloane cu capiteluri dorice. Ușa de intrare, în arc de cerc, are un timpan decorat cu basoreliefuri. Fereastra de onoare de pe balcon este încadrată de o ghirlandă vegetală. Acoperișurile sunt prevăzute cu lucarne cu fronton triunghiular, oculi ovali suprapuși de ghirlande și un basorelief din piatră. În dreapta castelului, porumbarul hexagonal datează din secolul al XVI-lea, cu excepția camerei de jos, care reprezintă o rămășiță a castelului medieval.

#### Patrimoniu civil
- Platanii din piața castelului: cei doi platani care împodobesc piața castelului sunt deosebit de impresionanți, în special cel din stânga, care ajunge la o circumferință de 5,20 m la înălțimea unui om, în timp ce „geamănul” său măsoară 4,70 m. Prin comparație, cel mai mare platan parizian (cel din Bois de Boulogne) are o circumferință de 4,45 m și datează din 1847. Vârsta lor exactă este necunoscută, dar este posibil să fi fost plantați în perioada în care Prințul de Soubise renova castelul și parcul (în jurul anilor 1760-1770). Dacă creșterea lor a fost mai rapidă (ceea ce este probabil, având în vedere umiditatea solului), este posibil să aibă doar aproximativ 180 de ani, datând astfel din anii 1830.

- Podul de l'Arche, drumul Carrieuses: construit în 1853 pentru a înlocui vadul care permitea drumului Carrieuses să traverseze pârâul Aulnes-de-Fosse, podul are o structură boltită realizată din piatră fasonată și este prevăzut cu două parapete. Deoarece drumul a trebuit să fie considerabil înălțat pentru a permite traversarea podului și pentru a rămâne practicabil în orice sezon, șoseaua domină aici casele.

- Casa lui Gilles Personne de Roberval: Conform tradiției locale, celebrul matematician a locuit în această mică locuință situată pe drumul Carrieuses. Ultimii membri ai acestei familii din Roberval (Marie-Eugènie și Armand Personne, frate și soră) au locuit aici până de curând, ei decedând în 1962 și, respectiv, 1989. Arhitectura actuală datează, în mare parte, din secolul al XIX-lea. Casa nu este marcată cu o placă de identificare.

- Balanța Roberval, situată la sud de piața castelului, RD 100 / drumul spre biserică: Din 2 octombrie 2005, în centrul comunei, sub viaduct, se află cea mai mare balanță Roberval din lume. Aceasta are o înălțime de 2,20 m, aproximativ 6 m lungime și funcționează perfect. A fost realizată de aproximativ douăzeci de voluntari din cadrul asociației „Le Trait d'Union robervallois” în memoria nașterii lui Gilles Personne de Roberval, inventatorul balanței cu două brațe.

- Primăria (școală între 1900 și 1971), drumul spre biserică: pentru a face față creșterii numărului de elevi, comuna a decis separarea primăriei de școală. Astfel, în 1900, a fost construită o nouă școală de către zidarul Berly și arhitectul Janson, pentru suma de 7.968,25 franci. Clădirea folosește un material modern pentru acea vreme: cărămida industrială. Clasa unică, mixtă, a fost proiectată pentru patruzeci și nouă de copii. Primăria și locuința învățătorului au rămas în vechea clădire situată chiar alături. Noua școală a fost transformată în primărie în 1971.

- Fosta primărie-școală din 1853, drumul spre biserică (școală până în 1900 și primărie până în 1971): inaugurat în 1853, acest edificiu din piatră locală este situat la jumătatea distanței dintre biserică și cafenea. În 1865, o anexă pentru pompa de incendiu a fost construită din piatră brută ca extensie a primăriei.

Școala a funcționat în această clădire până în 1900, când a fost construită o nouă școală (actuala primărie). Primăria și locuința de serviciu au rămas în clădire până în 1971, când a fost construită o a patra școală, pe strada Écoles, lângă cătunul Moru din comuna vecină Pontpoint.
Astăzi, clădirea este abandonată și se află într-un stadiu avansat de degradare.
- Cisterna din Fosse, drumul Fosse: destinată să asigure apă pentru pompieri, a fost construită în 1888 de zidarul Alphonse Desenlis, pentru suma de 815,32 franci. Cisterna avea inițial o adâncime de 1,50 m și putea conține 20 m³ de apă. Cu toate acestea, cinci ani mai târziu, un incendiu a distrus o casă în Fosse, fără ca pompierii să reușească să-l stingă. O altă cisternă exista lângă casa parohială.

- Cinci spălătorii: comuna Roberval dispune de cinci spălătorii, al căror număr ridicat, raportat la populația redusă, se explică prin organizarea satului în cătune.

- Spălătoria Guidon a fost acoperită cu o șarpantă în 1887.
- Spălătoria Roberval, situată lângă castel și lângă terenul de tir cu arcul, nu are acoperiș și suferă din cauza lipsei de întreținere. Este alimentată de o mică fântână cu pișcoturi din cărămidă și acoperiș din piatră.
- Spălătoria Fosse a fost acoperită cu o șarpantă în 1881 și reconstruită semnificativ în 1995. Aceasta este alimentată de o sursă foarte abundentă, cunoscută sub numele de fântâna Gillet, care este și originea pârâului Marais, ce se varsă rapid în pârâul Aulnes-de-Fosse. Spălătoria a fost conectată la drumul spre biserică prin actualul drum al Marais (cunoscut anterior sub numele de Petite Chaussée) în 1839.
- Spălătoria Noël-Saint-Remy a fost construită în iulie 1843 de Pierre Defacq, iar șarpanta sa a fost restaurată și ea în 1995.
- Spălătoria Fond-Maillet are un acoperiș din tablă instalat în 1881, iar în 1938 i-a fost adăugată o pompă. Această spălătorie nu a fost încă restaurată, iar bazinul său a dispărut.

- Fântâni publice: pe lângă cele două fântâni asociate spălătoriilor, deja menționate, Roberval dispune de șapte borne-fântână care, în trecut, asigurau aprovizionarea cu apă potabilă a locuitorilor. Acestea se prezintă sub forma unor izvoare acoperite de mici edificii din cărămidă, boltite în arc de cerc și inițial dotate cu o ușă de lemn.

- Fântâna din nordul cătunului Guidon, cunoscută drept fântâna Épinette, este ultima care aparține încă comunei.
- A doua fântână din Guidon este numită fântâna Moulin.
- În centrul Robervalului se află fântâna castelului, datând din 1899.
- Cătunul Carrieuses are o fântână similară.
- Fântâna Fond-Maillet alimenta acest cătun, atestat încă din 1485, precum și iazul său, printr-o conductă de gresie instalată în 1877.
- Fântâna Dessus-du-Marais se remarcă prin faptul că este acoperită cu o placă de calcar.
- În final, fântâna Brune, situată în nordul extrem al comunei, lângă cătunul Moru (comuna Pontpoint), aparține unui tip complet diferit: aceasta este compusă dintr-o scară de piatră, cu un sfert de rotire spre dreapta, care conduce la o vască acoperită din piatră. Este alimentată de o conductă acoperită cu plăci de piatră, care provine din șanțul cavée des Rois.

- Piatra ridicată din Fosse: realizată din calcar lutețian, provine probabil din stratul de calcar care se află deasupra locului și care formează cornișe proeminente la jumătatea înălțimii versantului. De formă piramidală, are o înălțime de 1,90 m deasupra solului. Originea acestei pietre ridicate rămâne necunoscută: menhir neolitic? Bornă care marca o veche limită parcelară?

- Subteranul din Fosse: o tradiție orală consemnată în secolul al XIX-lea plasează la Fosse un atelier monetar. În centrul cătunului, un acces către un subteran pare să dateze din perioada medievală. Intrarea sa dă într-o casă, iar coborârea în subteran se face pe cinci trepte monolitice, dintre care două sunt îngropate din cauza ridicării nivelului solului. Construcția subteranului ar putea data din secolele al XI-lea / al XII-lea, după cum sugerează prezența unei bolți semicilindrice, a unor semne de pietrari și cei 40 cm de ridicare a solului, comparabili cu cei din nava bisericii Saint-Remi. Tunelul trecea pe sub drumul din Fosse înainte de a se îndrepta spre nord-nord-vest; este probabil ca acesta să fi ieșit la suprafață în pădurile ce domină Fosse, la o distanță de o sută cincizeci de metri de la intrare. După prăbușirea sa parțială, începutul tunelului a fost utilizat ca pivniță.

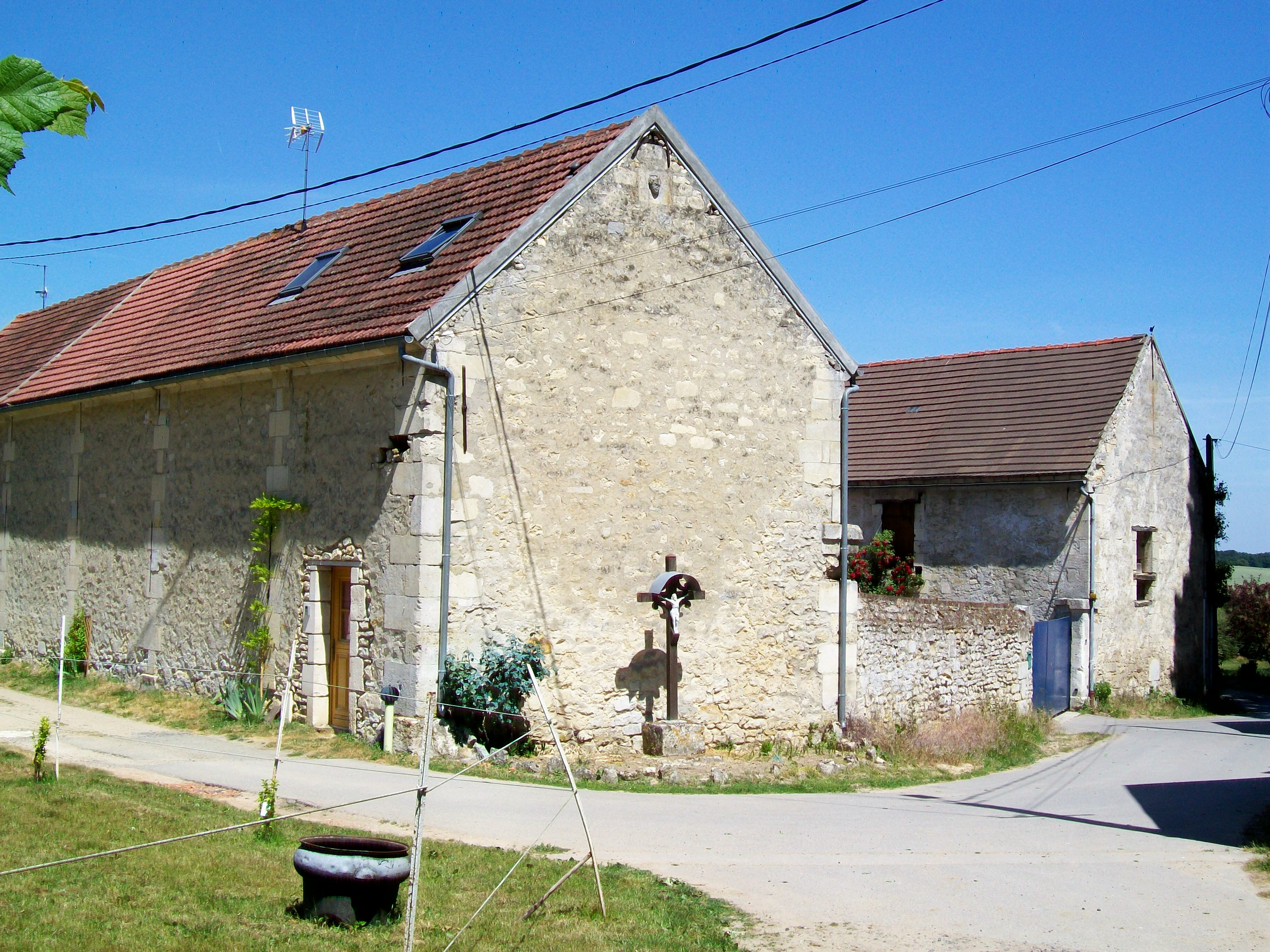
Calvarul din Fond-Maillet și capul sculptat în vârful frontonului hambarului.

- Pivnițe: Numeroase pivnițe vechi sunt răspândite în Roberval, iar, din cauza configurației terenului (substrat umed, numeroase dealuri), acestea se află adesea la distanță de case. Una dintre ele a fost săpată la marginea drumului Carrieuses, însă mai există și altele pe drumul Fosse, drumul Harcelay, șoseaua Guidon... Toate urmează același model. Două pivnițe contigue din Fosse sunt lipsite de o scară interioară și au bolți semicilindrice; deasupra lor nu există nicio construcție. Având o înălțime de 2,20 m sub boltă, acestea sunt complet construite în opus quadratum (pietre fasonate). Un mic loc dreptunghiular este săpat în peretele din dreapta, la 80 cm de sol; dimensiunile sale, identice cu cele ale pietrelor din jur, sugerează posibilitatea de a fi fost utilizat ca ascunzătoare. O conductă de aerisire traversează axa bolții, în partea din spate a pivniței. Accesul în pivniță se face printr-o deschidere boltită și trei trepte. Fațada pare mai recentă. Realizată din pietre fasonate, aceasta prezintă un brâu decorativ, o deschidere cu arc plat formată din trei clavele și două somiere, precum și o mică fereastră plasată în partea stângă a intrării. Este dificil de datat aceste pivnițe, dar utilizarea bolții semicilindrice și prezența semnelor de pietrari sugerează edificii romanice. Prezența aerisirii deasupra bolților demonstrează că deasupra lor nu a fost construit niciun alt edificiu[22].

- Capul din Fond-Maillet: Această sculptură împodobește frontonul unui hambar din Fond-Maillet, un cătun creat în 1485 în urma defrișării unei părți din pădurea Halatte. Este vorba despre o sculptură în formă de mască, rotundă, cu o coafură dată pe spate, evidențiind un frunte largă, o gură, un nas și ochi foarte apropiați, precum și o bărbie dublă. Capul este fixat într-un bloc mare de piatră care poartă data de 1891, probabil anul reconstrucției hambarului. Originea sculpturii este necunoscută.

#### Patrimoniul Primului Război Mondial
- Arborele victoriei, pe drumul Bisericii, la intersecția cu drumul Marais: Este vorba despre un molid plantat în 1921 de către paznicul comunal Léon Ragot, în urma unei decizii a consiliului municipal din 27 noiembrie 1920. Acesta a fost destinat să comemoreze armistițiul din 1918 și se află pe locul fostului „trapéz” al pompierilor (schelă folosită pentru antrenamentele lor). Stela comemorativă amplasată la baza arborelui a fost realizată de municipalitate și inaugurată pe 11 noiembrie 2001.

- Monumentul eroilor, în cimitir, pe drumul Harcelay: Este format dintr-o cruce de misiune din lemn, așezată pe un soclu de piatră, având un crucifix din fontă, însoțită de o coroană tricoloră din faianță și de o placă de marmură. Monumentul era flancat de doi molizi până la tăierea lor recentă. Pe placa de marmură sunt gravate numele „copiilor comunei căzuți pe câmpul de onoare”: J.-B. Baudier, L. Lequeux, J. Lequeux, L. Personne, G. Clozier, A. Daroux și V. Personne.

#### Patrimoniu religios
- Presbiteriu: Construcția sa a început în iulie 1789 și a fost finalizată abia după Revoluție. Fostul presbiteriu a fost oferit preotului ca despăgubire pentru pierderea hambarului său. Noul edificiu a fost dotat cu toate facilitățile moderne pentru acea vreme: cuptor-plită cu trei arzătoare din fontă, piatră de chiuvetă cu evacuare din plumb spre curte, cuptor de bucătărie construit pe o boltă ce forma o cameră pentru depozitarea cărbunelui, șeminee din cărămidă, pardoseală din plăci de teracotă în vestibul, la parter și pe palier, și o curte pavată cu gresie. În 1864 a fost adăugată chiar și o pivniță. Acest presbiteriu a găzduit preoții din Roberval până în 1957, când abatele Charles, paroh al satului timp de treizeci și șapte de ani, s-a retras. De atunci, preotul din Pontpoint se ocupă de biserica din Roberval.

- Crucea de misiune din Hazoy: Calvar situat pe o înălțime ce domină Roberval cu peste patruzeci de metri, deja prezent pe hărțile din 1725, locul fiind denumit „Calvarul” încă din 1830. Amplasat deasupra unei grote, calvarul a fost reconstruit în 1909 și binecuvântat în urma unei procesiuni conduse de preotul Carbonnier. Distrus din nou în 1982, a fost restaurat de locuitori (doar crucea de lemn a fost înlocuită, Hristosul a fost renovat, iar baza de cărămidă a fost păstrată). Nu este identificabil pe teren și nu există ilustrații.

- Calvarul din Noël-Saint-Remy: Amplasat în piața Noël-Saint-Remy, aproape de biserică (deja prezent pe hărțile din 1780), acest calvar este alcătuit dintr-un soclu înconjurat de patru borne și o bază cubică monolitică legată de o coloană de piatră. Secțiunea coloanei este pătrată la bază și hexagonală în partea superioară. Vârful coloanei este format dintr-o cornișă hexagonală profilată. Crucifixul original din fier forjat, foarte fin lucrat, cu un Hristos înconjurat de fascicule, a fost înlocuit în 2001 cu o simplă cruce din ciment alb. Calvarul este înconjurat de tei replantați cu ocazia bicentenarului Revoluției.

- Calvarul din Fond-Maillet: Crucifix din lemn amplasat la baza unui hambar datând din 1891. A fost construit de un locuitor al satului. Restaurat de o persoană din cătun, a fost binecuvântat de abatele Bureau în septembrie 1989.

- Notre-Dame des Champs: Statuie a Fecioarei cu Pruncul, realizată din fontă policromată, amplasată pe o coloană de piatră și un soclu monolitic. Statuia a fost instalată în jurul anului 1880 de către domnul Mancheron, un agricultor de la ferma vecină din Montvinet (comuna Pontpoint). Aceasta marchează limita dintre comunele Roberval și Pontpoint. Este înconjurată de patru tei, doi lauri și murete din piatră uscată.

#### Patrimoniu ecologic

##### Pajiștea calcicolă de la Fosse
Această zonă abruptă, situată deasupra văii Fosse, a fost folosită mult timp pentru pășunatul itinerant al oilor. Utilizarea pastorală a permis menținerea unei pajiști joase, cu o mare varietate de specii botanice. După dispariția creșterii oilor la începutul secolului XX, iepurii au preluat temporar rolul de întreținere a acestui mediu. În prezent, vegetația arboricolă tinde să invadeze pajiștea, care a dispărut deja în proporție de aproximativ 50 %.
Printre ienupări, pini silvatici (plantați) și plante aromatice (oregano sălbatic, cimbru, cimbru sălbatic), se pot găsi cele mai diverse și somptuoase orhidee ale regiunilor noastre, inclusiv unele dintre cele mai rare. Dintre speciile rare în Franța, menționăm Limodorum abortivum, cu o tijă lungă violetă, fără frunze (protejată în Picardia), precum și Orchis militaris, ale cărei trei petale superioare se unesc în mod curios în forma unor mici coifuri de soldați. Alte orhidee sunt ceva mai răspândite, precum Ophrys apifera și Ophrys insectifera, care seamănă izbitor cu insectele al căror nume îl poartă. Se mai întâlnesc Orchis simia și Orchis bouc.
Pe lângă orhidee, alte flori rare în Franța însoțesc flora specifică pajiștii de la Fosse, inclusiv Anemone pulsatilla, Epipactis atrorubens (destul de rară), Euphorbia seguieriana (rară), Fumana procumbens (rară, protejată în Picardia), Genista tinctoria, Teucrium montanum (destul de rară, protejată în Picardia) și Veronica prostrata (rară).
Pajiștea calcicolă de la Fosse este însă foarte amenințată, atât de creșterea arborilor și lipsa de întreținere, cât și de eroziunea solurilor provocată de călcarea frecventă și de practicarea motociclismului off-road. Totuși, acest spațiu este protejat în cadrul sitului înscris al văii Nonette și al ZNIEFF.

##### Coasta Cavée des Rois
Este vorba în principal despre versanți împăduriți care cuprind următoarele tipuri de habitate:
- Tilio-Acerion (păduri de tei cu frunze mari și frasin) pe versanții umbriți, cu expunere nordică;
- Fagetum-Quercetum (păduri de fag și stejar pedunculat), cu prezența speciei Galium odoratum (roiniță), Daphne laureola (laureolă) și Carex flacca (rogoz glaucescent);
- Tilio-Fagetum (păduri de fag și tei) pe pante coluviale, unde se întâlnesc specii precum Arum maculatum (gouet tacheté) și Mercurialis perennis (mercurială vivace);
- Quercetum (păduri de stejar pedunculat) cu Primula elatior (ciuboțica cucului de munte).

De asemenea, sunt prezente habitate mai comune, cum ar fi tufărișuri cu alun comun și clematită de garduri, frasini, sălcii caprești (Salix caprea) sau arțari de munte (Acer pseudoplatanus).
În această zonă se găsește și Polystichum aculeatum (polistic cu spini), o specie rară de ferigă care a justificat includerea zonei în ZNIEFF.
Deocamdată, acest mediu nu este foarte amenințat, cu excepția extinderii urbane lente („grignotage urbain”). Zona este protejată sub statutul de zonă ND (non constructibilă), parte a sitului văii Nonette, inclusă în ZNIEFF și, în viitorul apropiat, în rețeaua Natura 2000.

##### Cavéele Rois, Fosse, Martine și Carnage
Văile din Roberval se termină prin defilee înguste și adânci, numite „cavées”. Acestea se caracterizează printr-o umiditate ridicată pe tot parcursul anului, favorizând o vegetație luxuriantă a cărei densitate creează o penumbră permanentă. Cavéele sunt adesea traversate de poteci care datează din perioada galică.
În aceste zone se găsesc numeroase specii de ferigi, precum Polystichum aculeatum (polistic cu spini, destul de rar), Cystopteris fragilis (feriga delicată) sau celebra „limbă de cerb” (Asplenium scolopendrium). Pereții stâncoși prăbușiți sunt acoperiți cu perne groase de mușchi, precum Thuidium tamariscinum (mușchiul de tamarin) sau Rhytidiadelphus triquetrus („coada vulpii”).
Deasupra acestor defilee cresc fagii, stejarii, frasinii, teii, alunii, arțarii și sălciile menționate anterior pentru cavée des Rois. Cavéele sunt teritorii preferate de căprioare, bursuci, vulpi, iepuri de câmp, țicleni (Sitta europaea) și aușei cu creastă (Regulus regulus).
Roberval numără patru cavée:
- Cavée des Rois (inclusă în rețeaua Natura 2000, zone ND și ZNIEFF);
- Cavée de Fosse (zonă ND și ZNIEFF);
- Cavée Martine (zonă ND);
- Cavée Carnage (zonă ND).

Acest mediu nu este foarte amenințat în prezent, cu excepția riscurilor de transformare în depozite de deșeuri în anumite cazuri.

##### Peșterile Calvarului și ale Vulpilor
Pe teritoriul comunei Roberval există două peșteri naturale. Peștera Calvarului se află deasupra bisericii, sub o cruce, iar Peștera Vulpilor este situată pe versantul din Fosse. Aceste două peșteri, prima destul de spațioasă, iar a doua mai mică, s-au format prin eroziunea nisipurilor de Cuise (din epoca Ypresiană), care au expus straturile de calcar lutețian aflate deasupra lor.
Peșterile, caracterizate de o umiditate constantă, adăpostesc numeroase vizuini de vulpi sau iepuri, dar și lilieci, precum pipistrelele. La Fosse, au fost identificate în unele pivnițe două specii de lilieci foarte rare în Franța: vespertilionul lui Bechstein (Myotis bechsteinii) și vespertilionul cu urechi franjurate (Myotis emarginatus). Un liliac poate prinde între cinci sute și o mie de insecte într-o singură noapte.
Aceste specii sunt amenințate de modificarea habitatului lor (închiderea pivnițelor), utilizarea pesticidelor, scăderea cantității de insecte și perturbarea habitatului. Toți liliecii sunt protejați prin lege.

##### Zonele umede din Marais, Rouanne și Brune

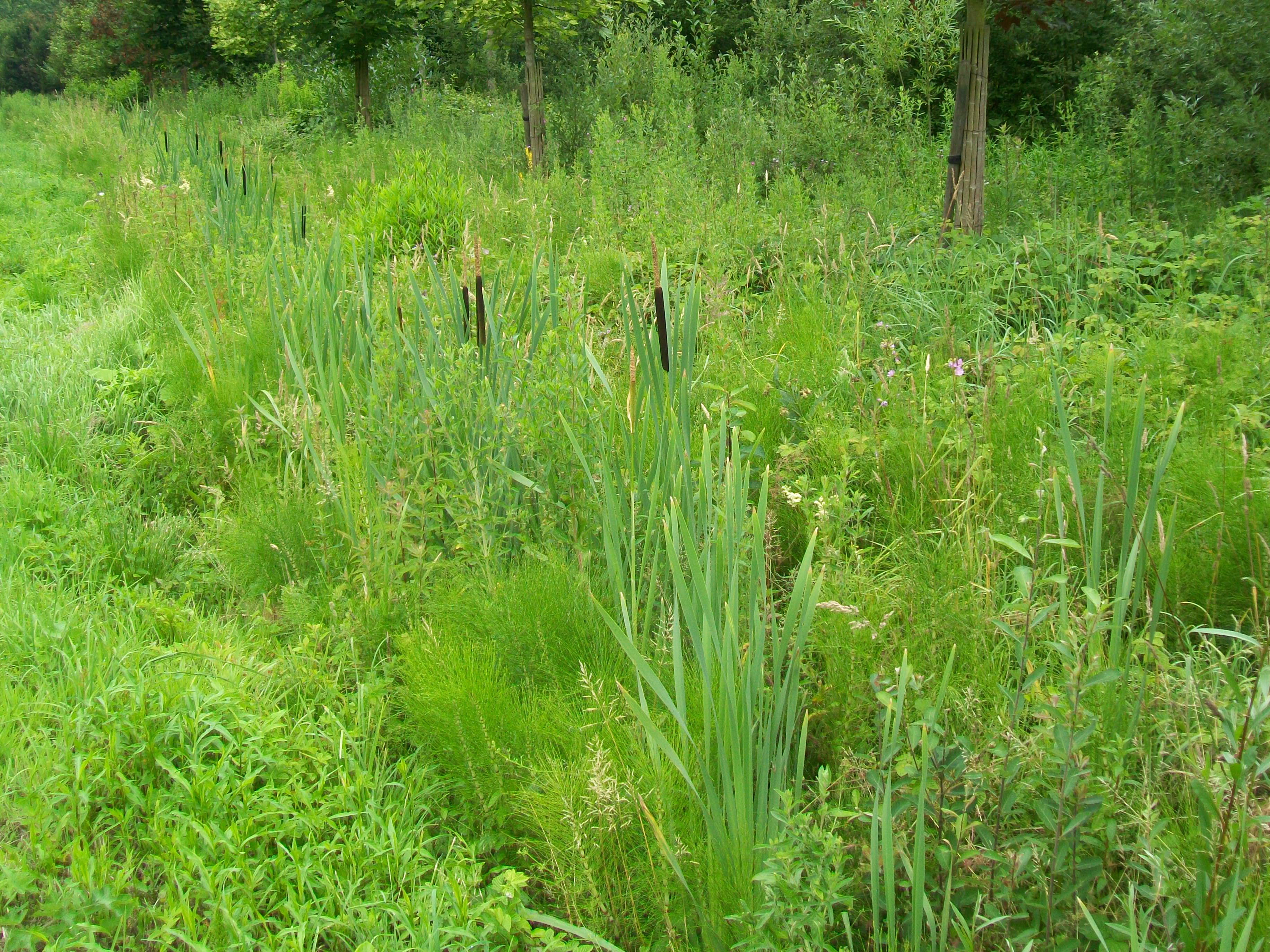
Mlaștina din Fosse, de-a lungul drumului Marais.

Mai multe zone mlăștinoase și turbării se găsesc în Roberval, incluzând Mégaphorbiaie eutrophe cu specii precum urzica mare (Urtica dioica) și tătăneasă (Symphytum officinale). Aceste zone umede constituie biotopuri foarte bogate, unde se întâlnesc specii precum: arini, sălcii, plopi tremurători, rogozuri (Carex), trestii (Typha sau Phragmites), linte de apă, creson, stuf, iarbă de baltă, iriși de apă și altele.
Aceste habitate mlăștinoase sunt frecvent vizitate de mistreți, căprioare sau cerbi care vin să bea apă și să se tăvălească în noroi (souillard) pentru a scăpa de paraziți.
Din fauna specifică, se pot observa ocazional:
- păsări, precum stârcii cenușii (Ardea cinerea), șerparii de stuf (Circus aeruginosus) sau fluierarii cu fund alb (Tringa ochropus);
- mamifere, precum nutria (Myocastor coypus);
- amfibieni, precum broaștele arboricole (Hyla arborea).

Cele trei zone umede din Roberval sunt:
- Marais (13 ha, inclusă în ZNIEFF și zonă ND);
- Mlaștinile din Rouanne (o fâșie îngustă de 19 ha între Noël-Saint-Martin și moara Joncquoy, cu jumătatea sudică inclusă în ZNIEFF și zonă ND, iar partea centrală aparținând sitului înscris al Castelului);
- Două mici mlaștini: una la Brune (strada Écoles, 1 ha, zonă ND) și cealaltă la Cavée des Rois (2 ha, inclusă în ZNIEFF și zonă ND).

Aceste mlaștini sunt extrem de amenințate de drenaj, plantarea speciilor exotice (precum plopii hibrizi), umplerea cu materiale de construcție sau extinderea urbană treptată. Acest lucru este regretabil, deoarece zonele umede joacă un rol esențial în echilibrul hidrologic. Ele acționează ca niște bureți care absorb apa în sezonul ploios și o eliberează treptat în timpul verii.
Mai mult decât atât, aceste zone asigură purificarea apei înainte de a o restitui pânzei freatice, contribuind astfel semnificativ la menținerea calității resurselor de apă.

#### Personalități
- Gilles Personne de Roberval (1602-1675): matematician și fizician, inventatorul balanței cu două brațe, cunoscută sub numele de „balanța Roberval”.